# Kuchyně Malawi

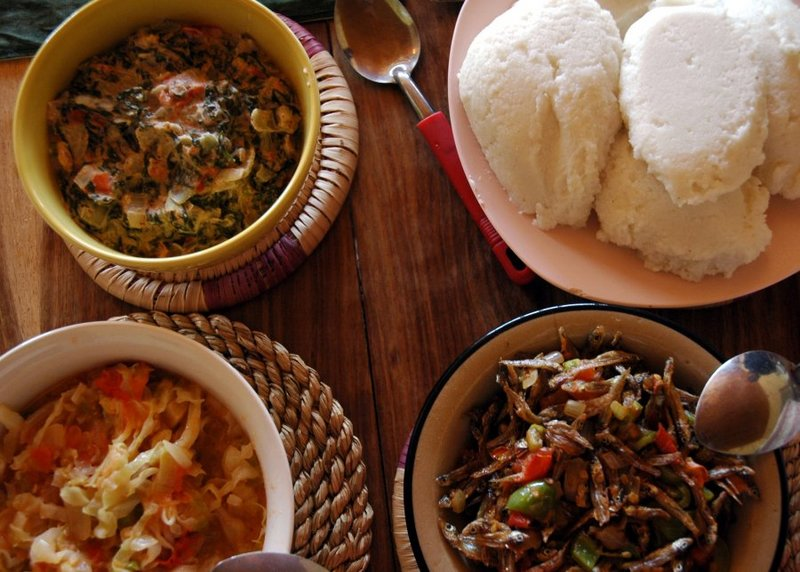
Nsima (v pravém horním rohu)

Kuchyně Malawi je tradiční kuchyní afrického státu Malawi. Nejdůležitějšími součástmi kuchyně Malawi jsou čaj a rybí maso. Dále se hojně používá: cukr, káva, kukuřice, brambory, čirok a maso (hlavně z dobytka a koz).

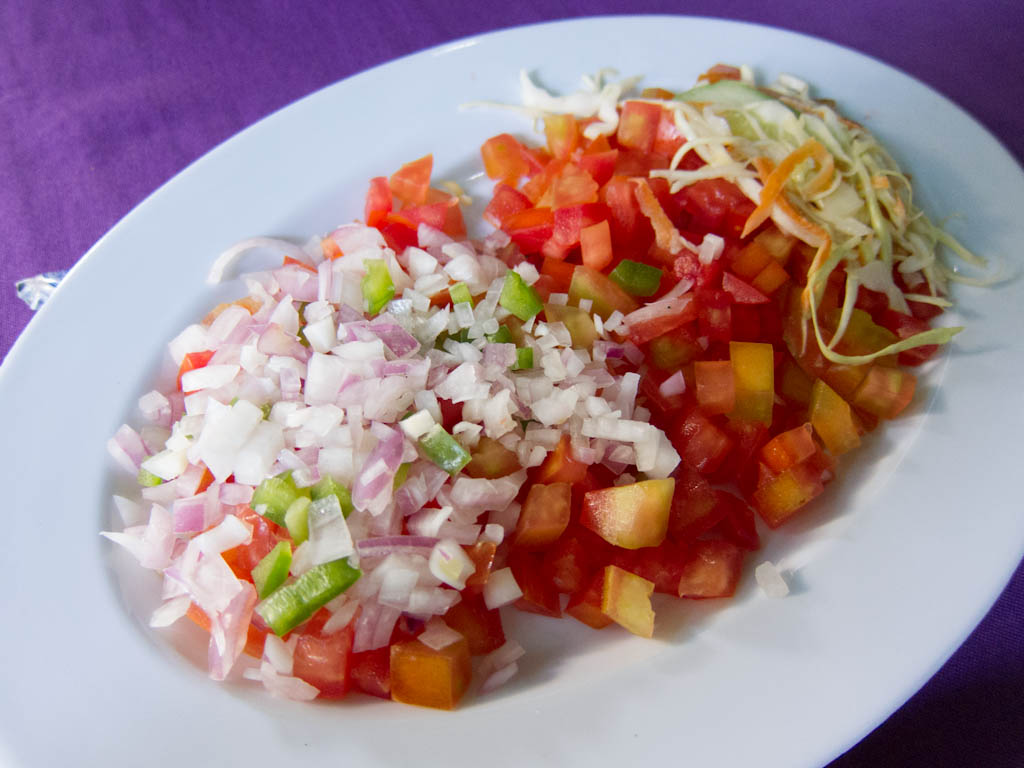
Kachumbari

## Tradiční jídla Malawi
- Nsima, příloha z kukuřičné mouky.
- Kachumbari, salát z rajčat a cibule.
- Thobwa, fermentovaný nápoj vyrobený z bílé kukuřice a prosa nebo čiroku.
- Kondowole, příloha podobná nsimě, která se ovšem místo kukuřičné mouky vyrábí z mouky maniokové. Používá se hlavně v severním Malawi jako příloha k rybímu masu.[2]

### Ryby
Díky jezeru Malawi se v Malawi konzumuje mnoho ryb. Nejčastěji používané ryby:
- Usipa, ryba podobná sardince.
- Chambo, ryba podobná cejnovi.
- Mpasa, ryba podobná lososovi.